# Tianjin Tianhai
Der Tianjin Tianhai Football Club chinesisch 天津天海足球俱乐部, Pinyin Tiānjīn Tiānhǎi Zúqiú Jùlèbù, bis Januar 2019 noch Tianjin Quanjian, ist ein chinesischer Fußballverein aus Tianjin. Der Verein wurde am 6. Juni 2006 gegründet. Nach seiner Gründung begann der Verein in der letztmöglichen Liga des chinesischen Fußballsystems und schaffte 2011 den Aufstieg in die zweitklassige China League One. Nach fünf Jahren in der zweiten Liga stieg der Verein zur Saison 2017 in die Chinese Super League auf, zog sich jedoch 2020 wieder aus ihr zurück.

## Geschichte
Am 6. Juni 2006 gründete die Tianjin Binhai Holdings Limited Company den Verein, damals noch mit dem Namen Hohhot Binhai, und bestimmte den ehemaligen Spieler Han Jinming als den Trainer. Am 5. Mai 2007 übernahm die Tianjin Songjiang Sports Culture Industry Co. Ltd. den Verein und stellte den Rekordtorjäger der chinesischen Nationalmannschaft Hao Haidong als Hauptgeschäftsführer ein.
Nachdem die Mannschaft in ihrer ersten Saison der Vereinsgeschichte die Tabelle mit einem enttäuschenden fünften Platz abgeschlossen hatte, wurde der Verein umstrukturiert: Haidong wurde neuer Präsident, Jinming der neue Hauptgeschäftsführer und Zhang Xiaorui wurde der neue Trainer. Außerdem zog der gesamte Verein nach Tianjin um.
Unter Xiaorui konnte der Verein bessere Ergebnisse erzielen, kam jedoch über die Play-off-Plätze nicht hinaus und so trennte sich Songjiang bald wieder von Xiaorui und ersetzte ihn durch Patrick De Wilde, mit welchem der Aufstieg in der Saison 2010 erreicht werden konnte. In der folgenden Saison kämpfte der Verein gegen Abstieg und konnte diesen nur knapp verhindern. Nach der Saison wurde De Wilde entlassen und durch seinen Assistenten Hao Haitao ersetzt.
Am 7. Juli 2015 wurde bekannt, dass die Firma „Quanjian Natural Medicine“ den Verein übernommen habe. Daraufhin wurde der Vereinsname in „Tianjin Quanjian F.C“ geändert. Der ehemalige Trainer von Real Madrid, Vanderlei Luxemburgo aus Brasilien, übernahm den Trainerposten zur Saison 2016. Der Brasilianer Luís Fabiano wurde für ein Jahr mit Option verpflichtet., ebenso der Brasilianer Jádson für zwei Jahre. Als letzter ausländischer Neuzugang wurde Geuvânio vorgestellt. Nach einer Serie von acht Spielen ohne Sieg in der Hinrunde der Saison 2016 wurde Luxemburgo entlassen und durch den Italiener Fabio Cannavaro ersetzt. Durch einen Sieg über Meizhou Hakka konnte im Oktober 2016 der erneute Aufstieg in die Chinesische Superliga fixiert werden.
Vor der Rückrunde Saison 2017 wurde Anthony Modeste vom 1. FC Köln verpflichtet. In der ersten Saison im chinesischen Oberhaus konnte gleich der dritte Rang erreicht werden. Cheftrainer Cannavaro schloss sich aber nach der Saison dem Meister Guangzhou Evergrande an. Der Italiener wurde durch den Portugiesen Paulo Sousa ersetzt.
In den Monaten um den Jahreswechsel 2018/19 herum geriet der Verein zunächst wegen ausstehender Gehälter in die Schlagzeilen, weswegen mehrere Spieler versuchten, den Verein außerordentlich zu verlassen. Anfang Januar 2019 wurde Clubpräsident und Geldgeber Shu Yuhui wegen Vorfällen aus seiner Unternehmertätigkeit festgenommen. Die Kontrolle über den Verein ging auf den Fußballverband der Stadtprovinz Tianjin über und der Name des Sponsors wurde aus dem Vereinsnamen gestrichen. Zur Saison 2019 soll der Verein unter dem Namen Tianjin Tianhai antreten.
Vor Beginn der Saison 2020, die aufgrund der COVID-19-Pandemie nach hinten verschoben wurde, wurde bekannt, dass sich das Team aus der Super League zurückziehen wird. Den Platz wird der FC Shenzhen einnehmen.

## Platzierungen
| Saison   | 2007 | 2008 | 2009 | 2010 | 2011 | 2012 | 2013 | 2014 | 2015 | 2016 | 2017 | 2018 |
| -------- | ---- | ---- | ---- | ---- | ---- | ---- | ---- | ---- | ---- | ---- | ---- | ---- |
| Liga     | 3    | 3    | 3    | 3    | 2    | 2    | 2    | 2    | 2    | 2    | 1    | 1    |
| Position | 5    | 5    | 9    | 2    | 12   | 6    | 10   | 7    | 9    | 1    | 3    | 9    |

## Erfolge
- China League Two
  - Meister: 2016
  - Vizemeister: 2010

## Namenshistorie
- Juni 2006 – April 2007 „Hohhot Binhai“ 呼和浩特滨海
- April 2007 – April 2008 „Tianjin Songjiang“ 天津松江
- April 2008 – April 2009 „Tianjin Tuanbo New City“ 天津市团泊新城
- April 2009 – 2015 „Tianjin Songjiang FC“ 天津松江
- 2015 – 2018 – „Tianjin Quanjian F.C.“ 天津权健
- 2019 – „Tianjin Tianhai F.C.“ 天津天海

## Trainerhistorie
- Han Jinming (2007)
- Zhang Xiaorui (2008–2009)
- Patrick de Wilde (2010–2011)
- Hao Haitao (2012)
- Pei Encai (2013)
- Gianni Bortoletto (15. März 2014 bis 14. Juni 2014)
- Manuel Cajuda (23. Juni 2014 bis 6. November 2014)
- Dražen Besek (15. Dezember 2014 bis 6. Mai 2015)
- Sun Jianjun (Interimstrainer) (6. Mai 2015 bis 12. Mai 2015)
- Goran Tomić (2015)
- Vanderlei Luxemburgo (2016)
- Fabio Cannavaro (2016–2017)
- Paulo Sousa (2017–2018)

## Bekannte und ehemalige Spieler
- Taavi Rähn (2011–2012)
- Aleksandar Rodić (2011–2012)
- Luís Fabiano (2016)
- Jádson (2016)
- Júnior Moraes (2017)
- Geuvânio (2016–2017)
- Alexandre Pato (2017–2019)
- Axel Witsel (2017–2018)
- Anthony Modeste (2017–2018)